# Петнаеста кордунашка ударна бригада
Алтернативни називи:
Трећа кордунашка бригада
 Петнаеста народноослободилачка ударна бригада Хрватске
Трећа бригада Осме дивизије НОВЈ
Петнаеста кордунашка ударна бригада формирана је 5. децембра 1942. у Великој Кладуши од Трећег и Четвртог батаљона Прве хрватске бригаде и ударног батаљона Првог кордунашког НОП одреда као Петнаеста народноослободилачка бригада Хрватске. Приликом оснивања бројала је око 800 бораца. Трећи батаљон Прве хрватске бригаде постао је Први батаљон Петнаесте бригаде, а Четврти батаљон Други батаљон бригаде, док је Ударни батаљон из Првог кордунашког партизанског одреда постао Трећи батаљон Петнаесте бригаде.
17. децембра 1942. године у бригади су формиране митраљеска чета и чета за везу бригаде. Други (банијски) батаљон по наређењу Главног штаба Хрватске прекомандован је из Петнаесте бригаде у новоформирану Шеснаесту бригаду Седме дивизије. Место њега бригада је добила други батаљон из састава Првог кордунашког партизанског одреда.
Од свог формирања, биргада је укључена у састав Осме дивизије, заменивши Шесту приморско-горанску бригаду. Петнаеста кордунашка је у саставу дивизије или разних борбених група, учествовала у операцијама дивизије и Четвртог корпуса.
Наредбом Главног штаба Хрватске од 17. маја 1943. преименована је у Трећу бригаду Осме дивизије. 1. јануара 1944. Петнаеста бригада је расформирана. Два батаљона бригаде ушла су у састав Четврте и Пете кордунашке бригаде, а друга два батаљона ушла су у састав новоформиране Плашчанске бригаде, која је наставила да носи назив Трећа бригада Осме диизије.
Одликована је Орденом народног ослобођења, Орденом партизанске звезде и Орден братства и јединства.